# Manoir de La Becthière
Le manoir de la Becthière est un manoir situé à Druye (Indre-et-Loire) et inscrit aux monuments historiques le 18 juin 1962.